# Жуліо Сезар да Сілва
Жуліо Сезар да Сілва (порт. Júlio César da Silva, нар. 8 березня 1963, Бауру) — бразильський футболіст, що грав на позиції захисника.
Виступав, зокрема, за «Монпельє», «Ювентус» та «Боруссію» (Дортмунд), а також національну збірну Бразилії.
Володар Кубка УЄФА. Переможець Ліги чемпіонів УЄФА. Володар Міжконтинентального кубка.

## Клубна кар'єра
Народився 8 березня 1963 року в місті Бауру. Вихованець клубу «Нороесте». У 1979 році він перейшов в клуб «Гуарані» (Кампінас). У тому ж році він почав тренуватися з основним складом клубу. В 1981 році він допоміг Гуарані виграти Серію Б бразильського першості. 17 січня 1982 року Жуліо Сезар дебютував у Серії А чемпіонату Бразилії у гостьовій грі із «Ботафого», що завершився перемогою «Гуарані» з рахунком 2:1, де замінив нападника Енріке. За «Гуарані» Жуліо Сезар виступав до 1986 року, в якому допоміг клубу виграти срібні медалі бразильського чемпіонату.
У 1986 році Жуліо Сезар перейшов у французький «Брест», там він провів один сезон, перш ніж перейшов у «Монпельє», у складі якого став лідером гри команди, і з нею виграв свій перший клубний трофей — Кубок Франції у 1990 році. Під час гри у Франції, Жуліо Сезар отримав дуже серйозну травму, через яку зірвався його перехід в «Реал Мадрид».

Жуліо Сезар під час виступів за «Ювентус». 1990 рік.

У травні 1990 року Жуліо Сезар перейшов в італійський «Ювентус», що шукав центрального захисника, підписавши контракт на 2 роки. Купівля Жуліо Сезара, відбулася після невдалих переговорів клубу і гравця «Сампдорії» П'єтро Верховода. «Ювентус» заплатив за перехід бразильця 800 млн лір. Жуліо Сезар дебютував у складі «Ювентуса» у матчі Суперкубка Італії проти «Наполі», в якому «Стара Синьйора» програла 1:5. Після перших матчів, Жуліо Сезар став одним з найбільш критикованих гравців «Юве». Проте тренерський штаб довіряв Сезару, і він перестав часто помилятися, ставши «стовпом» оборони команди, а потім підписав новий контракт на 2,4 млрд лір на рік. У складі «Юве» Жуліо Сезар виступав чотри роки, провівши 125 матчів і забив 4 голи. Останній матч за «Ювентус» він провів 1 травня 1994 року проти «Удінезе», у цій грі «Стара Синьйора» перемогла 1:0. Ухід Жуліо Сезара пов'язаний з приходом на пост головного тренера клубу Марчелло Ліппі, який дозволив перехід кількох «зірок» «Ювентуса».
Виставлений на трансфер, Жуліо Сезар, вів переговори з дортмундською «Боруссією» і грецьким «Олімпіакосом». Жуліо Сезар вибрав німецький клуб. Там він провів 4 роки, за які виграв два чемпіонати Німеччини, Суперкубок Німеччини, Лігу чемпіонів та Міжконтинентальний кубок. Періоди вдалої гри бразильця у складі «Боруссії», чергувалися частими травмами. Влітку 1998 року Жуліо Сезар на правах оренди перейшов в «Ботафого», де виступав до листопада, коли повернувся в «Боруссію». Там бразилець грав до кінця сезону, але на поле виходив надзвичайно рідко. У лютому 1999 року Жуліо Сезар, за 100 тис. фунтів, був орендований грецьким «Панатінаїкосом», а протягом сезону 1999/00 років захищав кольори «Вердер».
Завершив професійну ігрову кар'єру у клубі «Ріо-Бранко», за який недовго виступав протягом 2001 року.

## Виступи за збірні
Залучався до складу молодіжної збірної Бразилії до 20-ти років, з якою в 1981 році брав участь у юнацькому чемпіонаті світу в Австралії, де бразильці дійшли до 1/4 фіналу; Жуліо Сезар провів на цьому турнірі всі 4 гри. Потім, в 1984 році він грав за Олімпійську збірну Бразилії на передолімпійському турнірі, провівши 1 матч.
8 квітня 1986 року дебютував в офіційних матчах у складі національної збірної Бразилії в товариській грі з НДР. Влітку того ж року поїхав з командою на чемпіонат світу 1986 року у Мексиці, де провів 5 ігор. В 1/4 фіналу проти Франції, в серії післяматчевих пенальті, Жуліо Сезар останнім бив з 11-ти метрової позначки, але влучив у штангу, через що бразильці вилетіли з турніру. 
На наступний рік він поїхав зі збірною на розіграшу Кубка Америки 1987 року в Аргентині, але там тільки провів 1 гру, а збірна сенсаційно не вийшла з групи. Протягом кар'єри у національній команді, яка тривала 8 років, провів у формі головної команди країни 13 матчів.

## Титули і досягнення

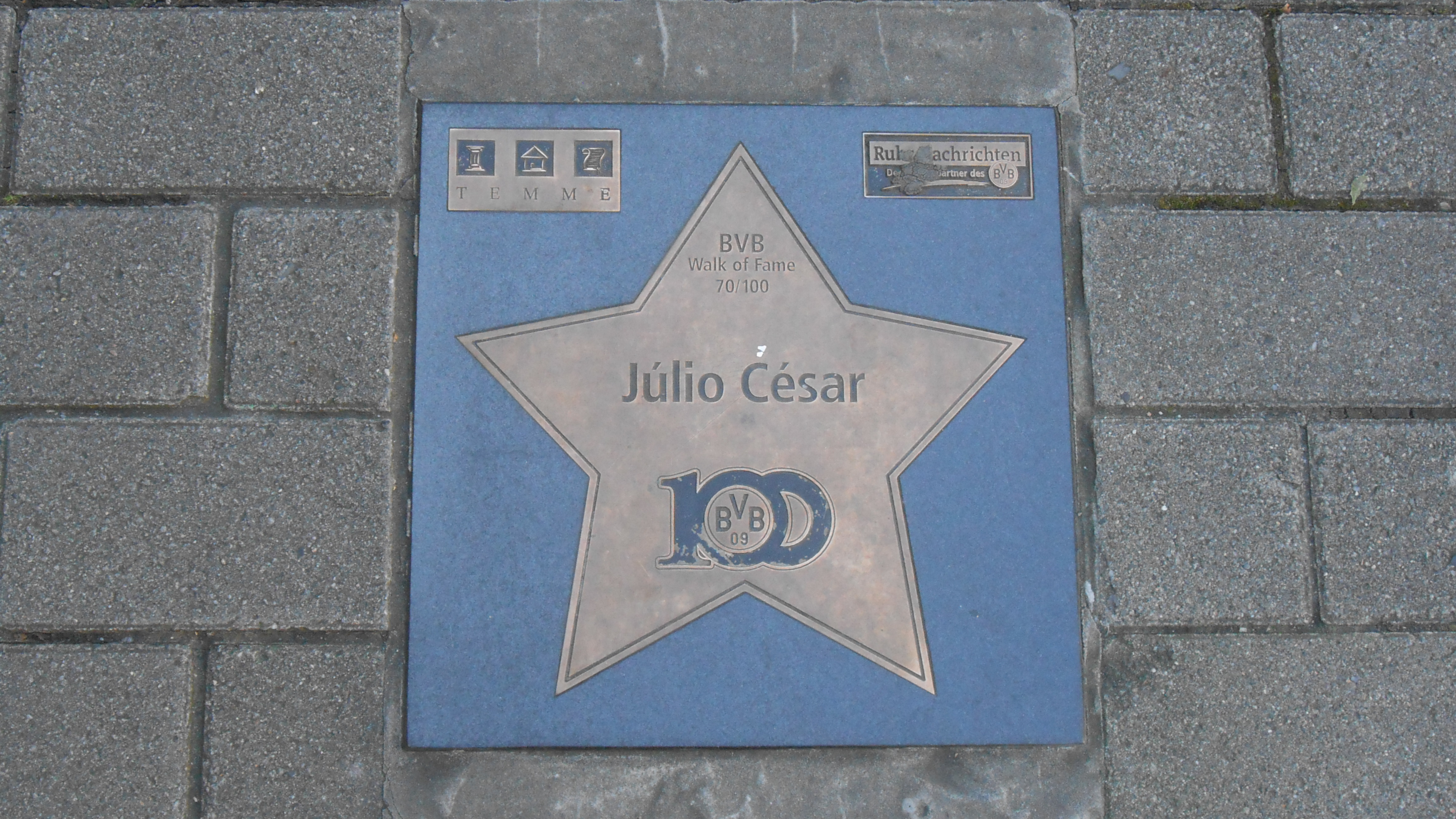
Зірка Жуліо Сезара на Алеї слави «Боруссії» (Дортмунд).

- Володар Кубка Франції (1):

«Монпельє»: 1989–90
- Володар Кубка УЄФА (1):

«Ювентус»: 1992–93
- Чемпіон Німеччини (2):

«Боруссія» (Дортмунд): 1994–95; 1995–96
- Володар Суперкубка Німеччини (2):

«Боруссія» (Дортмунд): 1995; 1996
- Переможець Ліги чемпіонів УЄФА (1):

«Боруссія» (Дортмунд): 1996–97
- Володар Міжконтинентального кубка (1):

«Боруссія» (Дортмунд): 1997